# 黎廷鯨
黎廷鯨（1936年—2020年1月9日），是一名參與過越南戰爭的越南退伍軍人，越南共產黨黨員，曾經擔任河內市美德縣同心社委書記。
他因為抗議河內市政府之土地開發所產生的官商勾結，於2017年收集武器公開抗爭，結果在2020年於抗爭中身亡。